# Злые улицы
«Злые улицы» (англ. Mean Streets) — драма режиссёра Мартина Скорсезе о нравах нью-йоркского квартала Маленькая Италия. Сценарий также написан Скорсезе совместно с Мардиком Мартином. Премьера фильма состоялась 2 октября 1973 года. Одна из первых ролей Роберта Де Ниро, принёсшая ему премию Национальной ассоциации кинокритиков Америки. В 1997 году картина была включена в национальный реестр фильмов Библиотеки Конгресса США.
Драма рассказывает о жизни молодых италоамериканцев в жёстких условиях мегаполиса. В центре сюжета четыре парня, находящихся в тени родственников старшего поколения — опытных преступников, давно и плотно контролирующих район. Тони Девиенацо (Провэл) заправляет местным баром; Майкл Лонго (Романус) — гангстер и ростовщик, претендующий на звание серьёзного мафиозного воротилы; Джон «Малыш Джонни» Чивелло (Де Ниро), занимающий деньги у всех безо всякого намерения вернуть; Чарли Каппа (Харви Кейтель), племянник местного босса мафии (Данова), очень религиозен, регулярно пытается спасти душу Малыша Джонни, постоянно обещает своей девушке Терезе Рончелли (Робинсон) навсегда увезти её из этого района.

## Сюжет
Чарли Каппа (Харви Кейтель) — молодой итало-американец, пытающийся подняться в местной мафии, а мешает ему его собственное чувство ответственности по отношению к его другу детства, Джону «Малышу Джонни» Чивелло (Роберт Де Ниро) — уличному бандиту, который задолжал деньги многим ростовщикам. Чарли работает на дядю Джованни (который является местным капореджиме) и занимается в основном сбором долгов. Он также тайно встречается с кузиной Джонни Терезой Рончелли (Эми Робинсон), которая страдает эпилепсией. Чарли разрывается между своей католической набожностью и своими амбициями мафиози. В результате Чарли стремится прожить по праведным идеалам Святого Франциска, но продвигает эти идеи на улицах в силу своего ограниченного понимания. По ходу сюжета фильма поведение Джонни становится все более саморазрушительным, его долги постоянно увеличиваются. Ему становятся безразличны устои и законы общества, ему нужно лишь повеселиться. В баре местный кредитор находит Джонни, чтобы «выбить» долг, но, к его удивлению, Джонни оскорбляет его, назвав «придурком». Ростовщик нападает на Джонни, а тот принимает ответные меры, наставив на него пистолет и пригрозив убить. Чарли и Джонни сбегают из бара с Терезой на машине. Ростовщик, продолжая своё преследование, скоро настигает автомобиль с Чарли, Джонни и Терезой. В попытке остановить их, он стреляет в сторону Чарли и попадает в шею Джонни, в результате чего автомобиль попадает в аварию. Фильм заканчивается сценой прибытия машин скорой помощи на место аварии.

## В ролях
- Харви Кейтель — Чарли Каппа
- Роберт Де Ниро — Джон «Малыш Джонни» Чивелло
- Дэвид Провэл — Тони Девиенацо
- Эми Робинсон — Тереза Рончелли
- Виктор Арго — Марио
- Ричард Романус — Майкл Лонго
- Чезаре Данова — Джованни Каппа
- Джордж Меммоли — Джоуи
- Гарри Нортап — солдат
- Мартин Скорсезе — Джимми Шортс
- Дэвид Кэррадайн — пьяница

## Работа над фильмом
После студенческой работы — кинофильма «Кто стучится в мою дверь?», а также фильма «Берта по прозвищу Товарный Вагон», спродюсированного независимым режиссёром Роджером Корманом, «Злые улицы» стали первым игровым полнометражным фильмом Мартина Скорсезе, снятым непосредственно им. На предпросмотре фильма «Берта по прозвищу Товарный Вагон», в числе прочих, присутствовал и режиссёр Джон Кассаветис. После показа он подошёл к Скорсезе, обнял его и сказал: «Ты просто потратил год своей жизни, создавая кусок дерьма.» (англ. You’ve just spent a year of your life making a piece of shit). Он посоветовал Скорсезе снимать по сюжетам, которые ему известны и понятны. Это вдохновило Скорсезе сделать следующий фильм, основываясь на собственном жизненном опыте. В результате в фильме «Злые улицы» были воссозданы события, свидетелем которых регулярно был росший в Маленькой Италии Скорсезе.
Сценарий фильма первоначально предлагался как продолжение сюжета фильма «Кто стучится в мою дверь?» и должен был называться «Сезон охоты на ведьм» (англ. Season of the Witch). Позже Скорсезе изменил название на «Злые улицы» (англ. Mean Streets), тем самым ссылаясь на эссе Рэймонда Чандлера «Простое искусство убийства», где он пишет, «Но вниз по этим злым улицам тот человек должен пойти, который не зол, который не только незапятнан, но и не боится» (англ. But down these mean streets a man must go who is not himself mean, who is neither tarnished nor afraid). Скорсезе послал оригинал сценария Корману, который согласился поддержать фильм, если все персонажи будут чёрными. Поскольку Скорсезе стремился снять фильм любой ценой, он всерьёз рассматривал это предложение Кормана, пока актриса Верна Блум не назначала ему встречу с потенциальным финансовым покровителем, Джонатаном Тэплином, который был организатором гастролей музыкальной группы The Band. Тэплину понравился сценарий, и он был готов увеличить бюджет фильма с 300 000$, на которые согласился Скорсезе, при письменном обещании Кормана выпустить фильм.
Согласно Скорсезе, первоначально сюжет фильма сосредоточен на религиозном конфликте Чарли и эффекте на его мировоззрение. Для этого Скорсезе, вместе с сосценаристом Мардиком Мартином, во время написания сценария нередко ездили по Маленькой Италии на автомобиле Мардика. Они находили место по соседству с парком и начинали писать, все время погружаясь в достопримечательности и звуки того, что, в конечном счёте, появится на экране.
Как только был найден источник финансирования, Скорсезе занялся подбором актёров. Роберт Де Ниро познакомился с режиссёром в 1972 году. Ему понравилось то, что он видел в «Кто стучится в мою дверь?»: произвело впечатление то, как правдоподобно в фильме показывалась жизнь Маленькой Италии. После того, как один из актёров покинул проект, Скорсезе выбрал Харви Кейтеля, с которым уже работал ранее, для исполнения главной роли Чарли.
Очень немногое было снято непосредственно в месте действия фильма, Нью-Йорке. Большая часть сцен, включая известную сцену в бильярдной, снимались в Лос-Анджелесе. Необычные приёмы съёмки переносной камерой во многом явились следствием скудного бюджета фильма, которого недоставало на установку большого количества треков для съёмки. Так, чтобы действительно реалистично снять пьяную сцену Харви Кейтеля, камеру фактически привязали к актёру, чтобы передать одурманенное и пьяное чувство героя. По той же причине, в итоге, график съёмок составил всего 25 дней.

## Критика
Фильм был хорошо встречен большинством критиков; некоторые даже признали его одним из наиболее своеобразных американских фильмов. Полин Кейл была среди самых восторженных критиков: она назвала фильм «действительно оригинальным, триумфом личного кинопроизводства» (англ. a true original, and a triumph of personal filmmaking) и «головокружительно чувственным» (англ. dizzyingly sensual). Критик Дэйв Кер на страницах Chicago Reader писал, что «у действия и у монтажа есть такая оригинальная, бурная сила, благодаря которой картина полностью захватывает» (англ. the acting and editing have such original, tumultuous force that the picture is completely gripping). Винсент Кэнби из «Нью-Йорк Таймс» написал, что «неважно, насколько мрачна среда, неважно, насколько душераздирающим является сам рассказ, некоторые фильмы так тщательно и прекрасно реалистичны, что имеют тонизирующий эффект, вне зависимости от предмета их рассказа» (англ. no matter how bleak the milieu, no matter how heartbreaking the narrative, some films are so thoroughly, beautifully realized they have a kind of tonic effect that has no relation to the subject matter). Один из самых ярых сторонников Скорсезе, Роджер Эберт из Chicago Sun-Times, написал, что «Бесчисленными способами, вплоть до подробностей, свойственных современным криминальным телевизионным шоу, „Злые улицы“ — это одна из исходных точек современной киноиндустрии» (англ. In countless ways, right down to the detail of modern TV crime shows, Mean Streets is one of the source points of modern movies). Журнал Time Out назвал фильм «одним из лучших американских фильмов десятилетия» (англ. One of the best American films of the decade). В настоящее время фильм имеет 98 % «свежести» по версии интернет-портала Rotten Tomatoes и этот результат основан на 45 обзорах кинокартины.

## Музыка
Музыкальное сопровождение к фильму Скорсезе составлял в основном из своей собственной коллекции. В результате, в фильме звучат многие поп и рок хиты, включая «Rubber Biscuit» The Chips, «Be My Baby» The Ronettes, кавер-версия песни «Please Mr. Postman» группы The Marvelettes, а также песни «Jumpin' Jack Flash» и «Tell Me» группы The Rolling Stones. Покупка прав на использования музыкальных композиций в фильме стоила половину его бюджета.